# 유즈마쉬

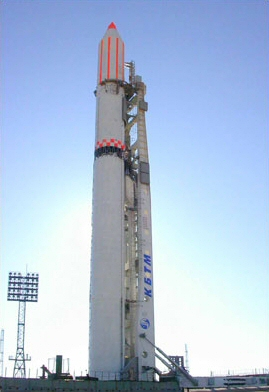

유즈마쉬(Yuzhmash)는 우크라이나의 국영 우주 발사체, 탄도 미사일, 로켓 엔진 전문 제조 업체이다. 유즈노예 설계국에서 로켓을 설계하면, 유즈마쉬에서 생산한다. 둘 다 우크라이나 제3의 도시 드니프로 시에 있다.
세계적으로 가장 고성능에 저렴하기로 유명한 제니트 로켓 엔진은 나로호의 1단 엔진으로 사용되었다.

## 제품
- 사탄 미사일 - 세계최대 ICBM
- 싸이클론 로켓 - 1967년, 사탄의 상업용 버전, 3톤
- 드네프르 로켓 - 1999년, 사탄의 상업용 버전, 4.5톤 위성
- 제니트 로켓 - 1985년, 13톤 위성
- 코스모스 로켓 - 1967년, 1.5톤 위성, 코스모스-3M
- 안타레스 로켓 - 2012년, 5톤 위성

## 같이 보기
- 우크라이나 국립우주국